# Psychotria ovatistipula
Psychotria ovatistipula är en måreväxtart som beskrevs av Charlotte M. Taylor. Psychotria ovatistipula ingår i släktet Psychotria och familjen måreväxter. Inga underarter finns listade i Catalogue of Life.